# Duales Studium
Duales Studium ở Đức, tương tự như Hệ thống đào tạo nghề kép, là một chương trình học ở đại học, hoặc học song song thêm một nghề, hoặc có những phần thực tập xen kẽ tại hãng bảo trợ cho đi học. So sánh với lối học đại học thông thường, nó đặt nặng về phần thực tập ở hãng hơn.

## Khái niệm
Theo như viện liên bang về học nghề (Bundesinstitut für Berufsbildung (BIBB)) vào tháng 4 năm 2010 tổng cộng trên toàn nước Đức có gần 776 chương trình học kiểu này, 12,5% nhiều hơn năm ngoái, với 50.764 sinh viên (nhiều hơn 6%) tại Fachhochschulen, trường nghề cao cấp, trường hành chính và kinh tế cũng như tại nhiều đại học. Nói chung các chương trình học này cùng có lối học xen kẽ một khóa học lý thuyết ở đại học hay ở các viện cao học và một giai đoạn thực tập tại hãng. Để thực hiện được việc này, chương trình học thường chặt chẽ hơn là chương trình học đại học thông thường. Lợi điểm từ lối học này là sinh viên có nhiều kinh nghiệm thực tế ở hãng hơn.

## Điều kiện
Để có thể theo học Duales Studium, phải có một hợp đồng với một hãng bảo trợ.

## Các loại
- Duales Studium phối hợp với học nghề (ausbildungsintegrierend): ngoài việc lấy bằng một nghề được công nhận, sinh viên còn lấy bằng cử nhân. Thường là phải có bằng tú tài và có hợp đồng học nghề với một hãng.
- Duales Studium phối hợp với việc làm (berufsintegrierend): học viên hoặc đã có một nghề và/hoặc có kinh nghiệm nghề nghiệp nhiều năm. Chương trình học giúp học viên có thể phát triển thêm, phối hợp nội dung học với nghề nghiệp có liên quan đến nó. Có thể không cần bằng tú tài. Phải có thỏa thuận giữa học viên, trường và doanh nghiệp để học viên được tạm nghỉ. Thườn glaf đi làm nửa buổi.
- Duales Studium phối hợp với thực hành (praxisintegrierend): Phối hợp chương trình học với những thời kỳ thực tập trong một doanh nghiệp. Sinh viên sau đó lấy bằng cử nhân. Cụ thể tại Dualen Hochschule ở Baden-Württemberg (DHBW): sinh viên học lý thuyết ở trường cao đẳng 3 tháng và sau đó thực tập 3 tháng ở doanh nghiệp. Khi có những thắc mắc trong lúc thực hành, sinh viên có thể thảo luận để tìm ra câu trả lời trong thời kỳ lý thuyết tiếp theo.[1]
- Duales Studium bên cạnh việc làm (berufsbegleitend). Việc làm và học nghề xảy ra song song, thường là những chương trình học trực tuyến, hoặc vào chiều tối.

## Lợi điểm
Cả sinh viên lẫn doanh nghiệp đều có lợi từ chương trình học kiểu này. Trong 3, 4 năm sinh viên có thể lấy 2 bằng khác nhau. Họ nhận được trợ giúp trong thời gian thực tập tại doanh nghiệp. Còn doanh nghiệp hưởng lợi vì sinh viên đã có thực hành, biết công việc tại doanh nghiệp, có thể ứng dụng ngay những kiến thức học tại trường và cũng dễ hòa hợp vào doanh nghiệp hơn. Hiện khoảng 85% sinh viên học kiểu này được doanh nghiệp nhận vào làm sau đó.

## Nhược điểm
Duales Studium chương trình thường nặng, đòi hỏi phải bỏ nhiều thời giờ hơn. Thời gian nghỉ hè ít hơn, vì phải đi làm ở doanh nghiệp, có chương trình phải đi học lý thuyết vào ngày thứ bảy. Cho nên nó đòi hỏi sinh viên phải có nhiều kỷ luật và phấn đấu. Một nhược điểm khác là chương trình học thường là cụ thể, sinh viên không có được tự do lựa chọn môn mình muốn học. Có hợp đồng còn bắt buộc sinh viên sau chương trình học phải làm cho doanh nghiệp một thời gian vì họ đã bỏ tiền khá nhiều đầu tư cho sinh viên học và thực tập.